# Beaurain
Beaurain település Franciaországban, Nord megyében. Lakosainak száma 233 fő (2022. január 1.). Beaurain Romeries, Solesmes és Vendegies-au-Bois községekkel határos.

## Népesség
A település népességének változása:
| Lakosok száma | 217  | 228  | 234  | 231  | 231  | 234  | 232  | 233  | 233  |
|               | 2013 | 2015 | 2016 | 2017 | 2018 | 2019 | 2020 | 2021 | 2022 |